# Emil Mörsch
Emil Mörsch (Reutlingen, 30 aprile 1872 – Weil im Dorf, 29 dicembre 1950) è stato un ingegnere tedesco.

## Biografia
Figlio di Carl Mörsch, drappiere, e di Emilie von Neudeck. Sposò Amalie Bürklen, figlia di Christian Bürklen. Dopo gli studi di ingegneria civile al Politecnico di Stoccarda dal 1890 al 1894, dal 1894 al 1901 seguì una formazione di funzionario presso enti pubblici del Württemberg (amministrazione delle strade, servizio delle acque e ferrovie). Negli anni 1901-1904 e 1908-1916 occupò una posizione dirigenziale nell'impresa di costruzioni Wayss & Freytag AG di Neustadt an der Haardt.
Fu professore di statica delle costruzioni al Politecnico federale di Zurigo dal 1904 al 1908. Nel 1906 costruì il ponte ferroviario nei pressi di Chippis e progettò un altro ponte vicino a Teufen, il Gmündertobelbrücke, edificato nel 1908. Professore al Politecnico di Stoccarda dal 1916 al 1938, fu un eminente esperto di statica e di costruzioni in cemento armato. Fu autore di innumerevoli esperimenti, ad esempio nel settore delle travi continue e del cemento precompresso, di cui presentò i risultati nelle tabelle di calcolo del 1926 e in varie pubblicazioni. Insignito nel 1929 del dottorato honoris causa in scienze tecniche del Politecnico federale di Zurigo, fu il primo a ricevere, nel 1938, la medaglia commemorativa "Emil M." dalla Società tedesca del calcestruzzo.

## Opere
- (DE)  Schub- und Scherfestigkeit des Betons, in Schweizerische Bauzeitung, 1904
- (DE)  Die Isarbrücke bei Grünwald, in Schweizerische Bauzeitung, 1905
- (DE) Der Eisenbetonbau, seine Theorie und Anwendung, 1906.
- (DE)  Berechnung von eingespannten Gewölben, in Schweizerische Bauzeitung, 1909
- (DE)  Die Gmündertobel-Brücke bei Teufen im Kanton Appenzell, in Schweizerische Bauzeitung, 1909
- Teoria e pratica del cemento armato: con ricerche ed esempi costruttivi della Wayss & Freytag A.G. e della Soc. An. Ital. "Ferrobeton" Genova-Milano-Napoli, 1910